# 칼리테아

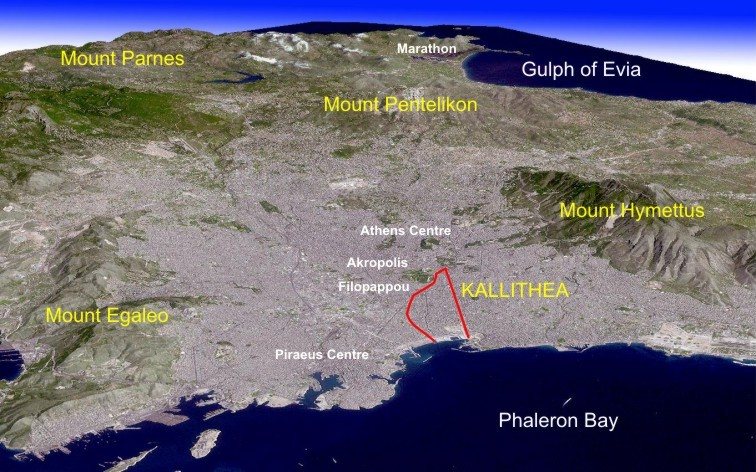
칼리테아의 위치

칼리테아(그리스어: Καλλιθέα)는 그리스 아티키 주 아테네 현의 도시로 면적은 4.749km2, 높이는 25m, 인구는 100,641명(2011년 기준), 인구 밀도는 21,000명/km2이다. 도시 이름은 그리스어로 "좋은 경치"를 뜻한다.
아테네, 피레아스, 페리스테리에 이어 아테네 도시권에서 4번째로 큰 지방 자치체로서 그리스의 수도인 아테네 도심에서 남쪽으로 약 3km, 피레아스에서 북동쪽으로 약 3km 정도 떨어진 곳에 위치한다. 1896년 아테네 하계 올림픽에서는 사격 경기장으로 사용되었다.